# 扎博洛特亞 (尼任區)
50°56′39″N 32°47′51″E / 50.94417°N 32.79750°E
扎博洛特亞（烏克蘭語：Заболоття），是烏克蘭北部切爾尼戈夫州尼任區德米特里夫卡市镇的村落。始建於1740年，面積0.05平方公里，海拔高度144米，2006年人口41，人口密度每平方公里872.3人。